# Campeonato Paulista de Futebol de 1964 - Primeira Divisão
O Campeonato Paulista de Futebol de 1964 - Primeira Divisão foi a 18.ª edição do torneio promovida pela Federação Paulista de Futebol, e equivaleu ao segundo nível do futebol do estado de São Paulo.
A Portuguesa Santista conquistou o título, e obteve o acesso para o Campeonato Paulista de Futebol de 1965.

## Forma de disputa
Na primeira fase as 22 equipes foram divididas em 3 grupos, disputado por pontos corridos em dois turnos, onde os 3 mais bem colocados de cada grupo avançou para a fase seguinte. No Torneio dos Finalistas os 9 times classificados disputaram o título por pontos corridos em turno e returno.
A Briosa foi campeã, numa campanha de 11 vitórias, 3 empates e 2 derrotas, em 16 jogos.

## Jogo decisivo[2][4][5]
Na última rodada da fase final Ponte Preta e Portuguesa Santista estavam empatadas na liderança com 23 pontos ganhos. Sem outro adversário que pudesse alcançá-las, a partida ganhou status de final.
| 7 de março de 1965 | Ponte Preta | 0 – 1 | Portuguesa Santista | Estádio Moisés Lucarelli, Campinas, SP              |
|                    |             |       | Samarone 6'         | Renda: Cr$ 31.901.000,00 Árbitro: Albino Zanferrari |

Portuguesa Santista: Cláudio; Alberto; Adelson e Zé Carlos; Norberto e Osmar; Lio; Samarone; Valdir Teixeira; Pereirinha e Bába. Treinador: Manga

## Classificação da fase final
| 1 | Portuguesa Santista  | 25 |
| 2 | Ponte Preta          | 23 |
| 3 | Bragantino           | 21 |
| 4 | Francana             | 18 |
| 5 | Ferroviária          | 14 |
| 6 | Nacional (São Paulo) | 13 |
| 7 | Rio Preto            | 11 |
| 8 | Estrada Sorocabana   | 10 |
| 9 | Votuporanguense      | 09 |

## Elenco campeão[2][3][4][7]
- Cláudio (goleiro)
- Bezerra (goleiro)
- Adélson (zagueiro-central)
- Osmar (quarto-zagueiro)
- Alberto (lateral-direito)
- Marçal (lateral-direito)
- Bicudo (lateral-direito)
- Zé Carlos (lateral-esquerdo)
- Dé (lateral-esquerdo)
- Jorge (médio-volante)
- Norberto (médio-apoiador)
- Celso (médio-apoiador)
- Pereirinha (meia-armador)
- Azulado (ponta-direita)
- Valdir Castro (ponta-direita)
- Betinho (ponta-direita)
- Zico (ponta-direita)
- Toninho (ponta-esquerda)
- Sérgio (ponta-esquerda)
- Babá (ponta-esquerda)
- Samarone (ponta de lança)
- Valdir Teixeira (ponta de lança)
- Lio (ponta de lança)
- Treinador: Manga

## Premiação
| Campeonato Paulista de 1964 - Primeira Divisão |
| Bandeira Santos SaoPaulo Brasil                |
| ---------------------------------------------- |
| Portuguesa Santista Campeão (1º título)        |